# Elecciones provinciales de Salta de 1983
Las elecciones generales de la provincia de Salta de 1983 tuvieron lugar el 30 de octubre del mencionado año con el objetivo de restaurar las instituciones democráticas constitucionales de la provincia después de más de siete años de la dictadura militar autodenominada Proceso de Reorganización Nacional, y los dos años de intervención federal previos por el gobierno de María Estela Martínez de Perón. Se realizaron al mismo tiempo que las elecciones presidenciales y legislativas a nivel nacional. Se debía elegir al Gobernador para el período 1983-1987, a 132 miembros de la Cámara de Diputados y 23 miembros del Senado Provincial. Los diputados se elegían por medio de representación proporcional por listas, mientras que los senadores representaban a los 23 departamentos y eran elegidos en distrito uninominal. Dado que la legislatura salteña se elige de manera escalonada, esta fue la última vez que se eligió en su totalidad debido a la interrupción constitucional. Por eso, 66 diputados y 12 senadores cumplirían mandato solo hasta 1985, y los demás finalizarían el mandato completo en 1987.
Triunfó y fue elegido Roberto Romero, candidato del Partido Justicialista (PJ), con el 50.67% de los votos contra el 26.90% de Bernardo Solá, de la Unión Cívica Radical (UCR). En tercer lugar quedó el exgobernador de facto durante la dictadura, Roberto Ulloa, que estableció su propio partido, el Partido Renovador de Salta (PRS). En la Cámara de Diputados, el PJ se aseguró la mayoría absoluta con 78 bancas, quedando la UCR en segundo lugar con 39 y el PRS en tercero con 15, sin que otro partido accediera al legislativo. El PJ triunfó en todos los departamentos, por lo que obtuvo el control de la totalidad del Senado Provincial.

## Resultados

### Gobernador y Vicegobernador
|  | 50,67 % |

|  | 26,90 % |

|  | 17,10 % |

|  | 1,80 % |

|  | 1,30 % |

|  | 0,76 % |

|  | 0,70 % |

|  | 0,37 % |

|  | 0,21 % |

|  | 0,19 % |

|  | 96,88 % |

|  | 2,10 % |

|  | 1,02 % |

|  | 100 % |

|  | 80,07 % |

### Cámara de Diputados
|  | 48,91 % |

|  | 29,33 % |

|  | 14,63 % |

|  | 2,36 % |

|  | 1,38 % |

|  | 1,26 % |

|  | 0,79 % |

|  | 0,57 % |

|  | 0,35 % |

|  | 0,31 % |

|  | 0,11 % |

|  | 95,40 % |

|  | 3,57 % |

|  | 1,02 % |

|  | 100 % |

|  | 80,07 % |

### Cámara de Senadores
|  | 49,59 % |

|  | 29,18 % |

|  | 15,22 % |

|  | 2,27 % |

|  | 1,29 % |

|  | 1,00 % |

|  | 0,46 % |

|  | 0,34 % |

|  | 0,32 % |

|  | 0,22 % |

|  | 0,13 % |

|  | 95,18 % |

|  | 3,79 % |

|  | 1,02 % |

|  | 100 % |

|  | 80,07 % |